# Lee Sang-hee
Lee Sang-hee (* 1945) ist ein südkoreanischer Politiker und General im Ruhestand.

## Karriere
Lee Sang-hee graduierte 1970 von der Militärakademie und 1974 am College of Liberal Arts & Science der Seoul National University. 1995 erreichte er den Generalsrang und war bis 2005 in verschiedenen Kommandofunktionen tätig. Im Jahr 2003 wurde er zum Vier-Sterne-General 
befördert. Von 2005 bis 2006 amtierte er als insgesamt 32. Vorsitzender des Generalstabs der südkoreanischen Streitkräfte, ehe er schließlich aus dem Militär ausschied. Seine Nachfolge trat Kim Kwan-jin an.
Am 29. Februar 2008 wurde er als Nachfolger von Kim Jang-soo Verteidigungsminister der Republik Südkorea. Dieses Amt hatte er bis September 2009 inne, ehe er von Kim Tae-young abgelöst wurde.